# 千田健太

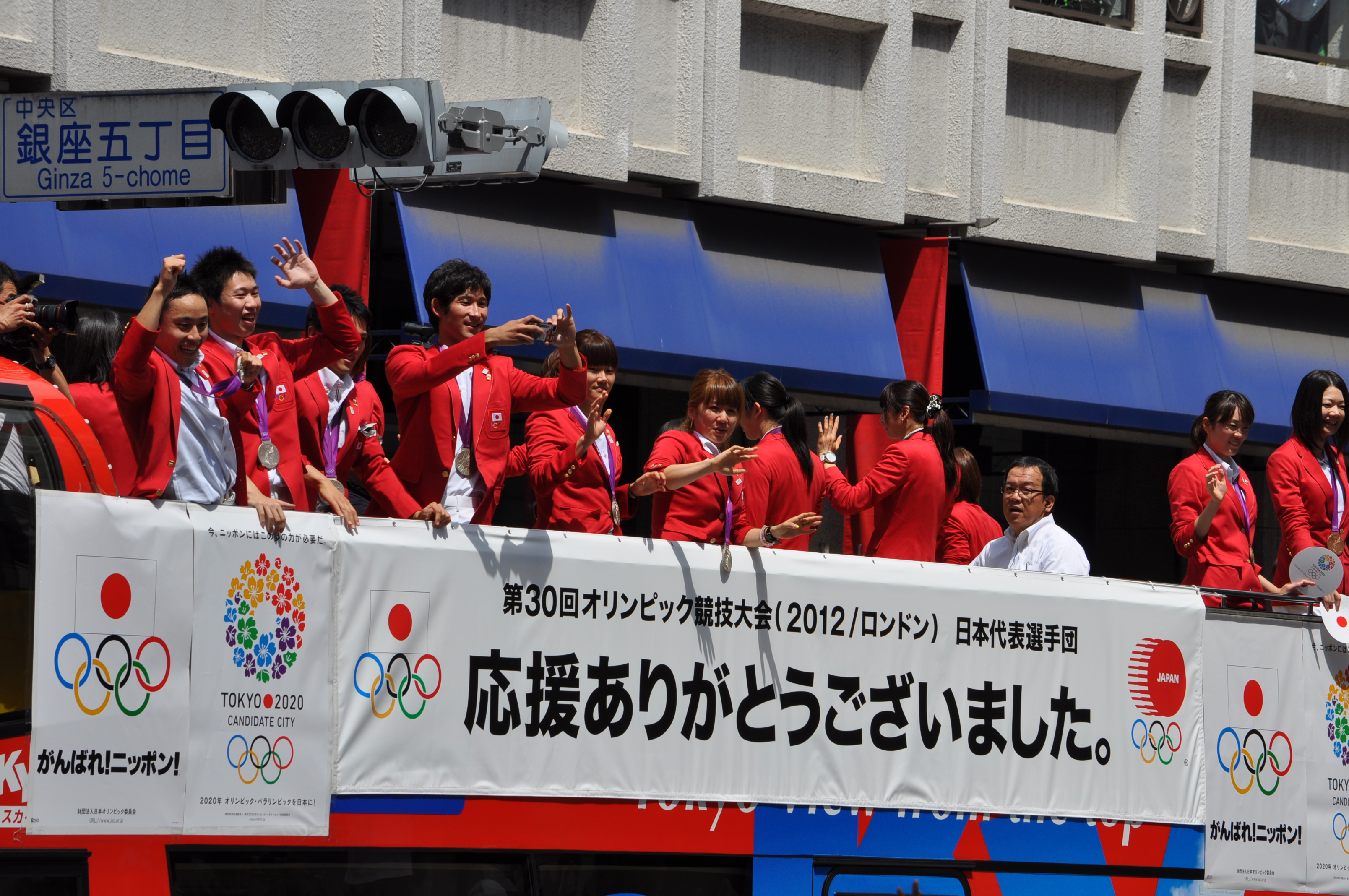
オリンピック凱旋パレード（2012年8月19日撮影）

千田 健太（ちだ けんた、1985年8月2日 - ）は、日本のフェンシング選手。種目はフルーレ。宮城県気仙沼市生まれ。父親はフェンシング選手の千田健一。

## 経歴
宮城県気仙沼高等学校、中央大学卒業。
小学校まではサッカーをやっていたが、中学に入ってから父にフェンシング選手になることを願い出た。その父による特訓によって右利きから左利きに変えた。高校では、父が監督、自らが主将 であった。
中央大学に進学してから、国際試合での実績を積み重ねた。大学3年時の2006年、フェンシングワールドカップシリーズ東京大会で3位入賞 を果たし、その年のアジア競技大会にも出場。
大学卒業後は地元宮城県に帰郷し、クラブチーム（宮城クラブ）に所属しながらワールドカップシリーズを転戦し、2008年北京オリンピック日本代表に選出された。
北京オリンピック後、2009年4月にパチンコチェーンのNEXUSが新たに創設したフェンシングチームに所属することとなった。
2012年のロンドンオリンピックフェンシング男子フルーレ団体で銀メダルを獲得。
帰国後、気仙沼市市民栄誉賞を受賞した（2012年8月）。

## 出場国際大会
- フェンシングワールドカップシリーズ東京大会：3位入賞（2006年）
- 2006年アジア競技大会（ドーハ／ カタール）
- ロンドンオリンピック：フルーレ団体銀メダル